# Cristiana Chamorro
Cristiana María Chamorro Barrios (Managua, 5 de febrer de 1954) és una periodista, historiadora i política nicaragüenca. Filla de l'ex-presidenta de Nicaragua Violeta Barrios de Chamorro i de Pedro Joaquín Chamorro Cardenal, el director del diari La Prensa assassinat durant la dictadura d'Anastasio Somoza el 1978, és vicepresidenta del diari familiar i era precandidata presidencial a les eleccions generals de Nicaragua de 2021 fins a la seva inhabilitació i detenció, amb altres figures opositores al règim de Daniel Ortega, al començament del mes de juny de 2021.